# Mário de Carvalho (Schriftsteller)

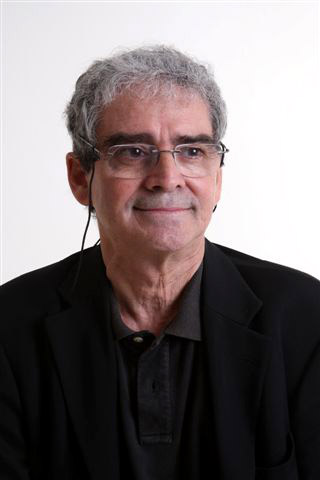
Mário de Carvalho (2011)

Mário Costa Martins de Carvalho (* 25. September 1944 in Lissabon) ist ein portugiesischer Schriftsteller und Drehbuchautor. Er zählt zu den bekanntesten und meistgelesenen zeitgenössischen Literaten seines Landes. Zudem ist er als Drehbuchautor des Portugiesischen Kinos bekannt.
Er ist mit Maria Helena Taborda Duarte verheiratet, das Paar hat zwei Töchter: die Autorin und Journalistin Ana Margarida de Carvalho (* 1969 in Lissabon) und die Schriftstellerin und Literaturkritikerin Rita Taborda Duarte (* 1973 in Lissabon).

## Leben
Mário de Carvalho wurde 1944 in der Geburtsklinik Maternidade Alfredo da Costa in Lissabon geboren, als Kind einer Familie aus dem Alentejo. Nach einer kurzen Zeit in Setúbal wuchs er in Lissabon auf, wo sein Vater als erfolgreicher Handelsvertreter arbeitete. Er besuchte das renommierte Liceu Camões (heute Escola Secundária de Camões). Seine regelmäßigen Besuche bei der Familie und dem heimatlichen Besitz in Monte da Vinha in der Gemeinde Alvalade (Santiago do Cacém), aber auch die Not vieler Menschen dort prägten ihn. Zudem kam er hier erstmals in Berührung mit der Repression durch das Salazar-Regime, durch die Erzählungen seines Großvaters von den dort erlittenen Repressionen durch Polizei und der Geheimpolizei PIDE.
Er absolvierte ein Studium der Rechtswissenschaften an der Universität Lissabon und engagierte sich in der Zeit in den Studentenrevolten ab 1962, bis zu deren gewalttätigen Unterdrückung 1965. Aber auch in der Filmklubbewegung engagierte er sich seit der Zeit. Er trat danach seinen Militärdienst an, der durch eine Gefängnisstrafe unterbrochen wurde, nachdem er sich zunehmend im politischen Widerstand des Partido Comunista Português engagierte. Nachdem er den größten Teil seiner zweijährigen Haftstrafe verbüßt hatte, kam er 1973 frei und ging mit einer Zwischenstation in Paris ins schwedische Lund ins Exil, wo er Verwandte hatte und wohin er seine Frau und ihre beiden Kinder nachholte. Nach der Nelkenrevolution am 25. April 1974 ließ er sich als Rechtsanwalt in Lissabon nieder und hatte zunehmend Umgang mit literarischen Kreisen, darunter José Saramago, Urbano Tavares Rodrigues, Maria Velho da Costa, Orlando da Costa und Manuel Gusmão. Im weiteren Verlauf der hitzigen Debatten und zunehmenden Ernüchterungen entfernte sich Carvalho dann von der Politik. Er engagierte sich als Gewerkschaftsanwalt und schloss sich Ende der 1970er Jahre der Os Quatro Elementos Editores an, eine Literaten- und Selbstverlagsgruppe um Fernando Guerreiro.
Nach einem ersten veröffentlichten Text in der Anthologie Mar (Os Quatro Elementos Editores, Lissabon 1980) erschien 1981 sein erstes Buch, Contos da Sétima Esfera im Verlag Edições Vega. Mit seinen phantasievollen, atmosphärischen Erzählungen überraschte er sein Umfeld, das eher mit einer sachlicheren, politischeren Veröffentlichung gerechnet hatte. Seither hat er sich in zahlreichen Veröffentlichungen an verschiedene Epochen und Erzählweisen gewagt, schrieb Theaterstücke und Kinderbücher, und konnte immer wieder überraschen. Er erhielt zahlreiche Preise, darunter den Preis des portugiesischen PEN-Clubs, den Prémio Literário Miguel Torga und den internationalen Prémio Pegaso. Seine Bücher wurden in zahlreiche Sprachen übersetzt, so in Englisch, Französisch, Spanisch, Deutsch, Italienisch, Griechisch und Bulgarisch.
Seit seiner ersten Mitarbeit an einem Filmdrehbuch, beim erfolgreichen Satire-Drama Ohne Schatten von Sünde von Regisseur José Fonseca e Costa (1983), arbeitete Mário de Carvalho häufig für Kino und Fernsehen seines Landes, sowohl mit Mitarbeit bei Literaturverfilmungen als auch mit eigenen Drehbüchern. In A Arte de Morrer Longe, der Verfilmung seines gleichnamigen Romans durch Regisseur Júlio Alves 2022, spielt er selbst mit in der Nebenrolle des Sr. Mário, an der Seite von Schauspielern wie Pedro Lacerda, Ana Moreira oder João Lagarto.
Nach dem Orden des heiligen Jakob vom Schwert im Großoffiziersrang 2014 wurde ihm 2021 das Großkreuz des Ordens des Infanten Dom Henrique verliehen.

## Werke

### Romane
- 1982: O Livro Grande de Tebas, Navio e Mariana (Prémio Cidade de Lisboa)
- 1986: A Paixão do Conde de Fróis (Prémio D. Dinis)
- 1994: Um Deus Passeando pela Brisa da Tarde (Prémio Fernando Namora, weitere wie der internationale Prémio Pegaso und der italienische Giuseppe-Acerbi-Preis)
- 1995: Era Bom que Trocássemos Umas Ideias Sobre o Assunto
- 2003: Fantasia para dois coronéis e uma piscina (Prémio PEN-Club Português, Grande Prémio de Literatura DST)
- 2008: Sala Magenta (Prémio Fernando Namora, Prémio Vergílio Ferreira)
- 2011: Quando o Diabo Reza
- 2016: Ronda das Mil Belas em Frol

### Novellen
- 1991: Quatrocentos Mil Sestércios seguido de O Conde Jano (Grande Prémio APE, Grande Prémio de Conto Camilo Castelo Branco)
- 1999: Apuros de um Pessimista em Fuga
- 2010: A Arte de Morrer Longe
- 2012: O Varandim seguido de Ocaso em Carvangel
- 2015: Novelas Extravagantes
- 2017: Cronovelemas

### Erzählungen
- 1981: Contos da Sétima Esfera
- 1982: Casos do Beco das Sardinheiras
- 1983: A inaudita guerra da Avenida Gago Coutinho
- 1984: Fabulário
- 1986: Contos Soltos
- 1987: O Capitão Passanha
- 1989: Os Alferes
- 2000: Contos Vagabundos
- 2011: O Homem do Turbante Verde
- 2018: Burgueses somos nós todos ou ainda menos
- 2020: Epítome de pecados e tentações

### Dramen
- 1991: Água em pena de pato
- 1999: Se Perguntarem por Mim, Não Estou seguido de Haja Harmonia (Grande Prémio APE)
- 2012: Não Há Vozes, não Há Prantos
- 2013: A Liberdade De Pátio

### Kinderbücher
- 2003: O Homem que Engoliu a Lua
- 2023: A Torneira

### Essays
- 2014: Quem disser o contrário é porque tem razão
- 2019: O que eu ouvi na barrica das maçãs

### Sammlungen
- 1996: E se Tivesse a Bondade de Me Dizer Porquê? (Sammelband von Feuilleton-Beiträgen aus der Zeitung Diário de Notícias, mit Clara Pinto Correia)
- 2021: De maneira que é claro... (Autobiografische Notizen, Grande Prémio de literatura biográfica da APE)

### Deutschsprachige Ausgaben
- 1997 Der unglaubliche Krieg in der Avenida Gago Coutinho, TFM-Verlag, Frankfurt am Main (zweisprachige Ausgabe, original: A inaudita guerra da Avenida Gago Coutinho, Erzählung, 1983)
- 1997: Wir sollten mal drüber reden, Klett-Cotta Verlag, Stuttgart (Übersetzt von Ralph Roger Glöckler, original: Era Bom que Trocássemos Umas Ideias Sobre o Assunto, Roman, 1995)
- 1999: Die Verschwörung des Rufus Cardilius, Klett-Cotta Verlag, Stuttgart (Übersetzt von Ralph Roger Glöckler, original: Um Deus Passeando pela Brisa da Tarde, Roman, 1994)

## Filmografie
Mário de Carvalho schrieb zu folgenden Filmen das Drehbuch ganz oder teilweise, oder er lieferte die Literaturvorlage bzw. das Drama:
- 1983: Ohne Schatten von Sünde (Sem Sombra de Pecado); Regie: José Fonseca e Costa (Mitarbeit am Drehbuch)
- 1988: Era Uma Vez Um Alferes (Fernsehfilm); Regie: Luís Filipe Costa (Literaturvorlage, Drehbuch)
- 1991: Terra Instável (Fernsehserie, zwei Folgen) (Literaturvorlage, Mitarbeit bei Anpassung)
- 1992: A Rapariga de Varsóvia (Fernsehfilm) (Drama)
- 1999: Fuga (Fernsehfilm); Regie: Luís Filipe Costa (Literaturvorlage Apuros de um Pessimista em Fuga)
- 2001: A Vida Tem Destas Coisas (Fernsehfilm); Regie: Bento Pinto da França (Drama)
- 2003: A Filha; Regie: Solveig Nordlund (Mitarbeit am Drehbuch)
- 2003: Preto e Branco; Regie: José Carlos de Oliveira (Drehbuch)
- 2004: Quem É Ricardo? (Kurzfilm); Regie: José Barahona (Drehbuch, Dialoge)
- 2005: Carolina, Fernando e Eu (Fernsehfilm); Regie: Mário Barroso (Literaturvorlage)
- 2006: Viúva Rica Solteira Não Fica; Regie: José Fonseca e Costa (Drehbuch)
- 2007: Antes de Amanhã (Kurzfilm); Regie: Gonçalo Galvão Teles (Literaturvorlage)
- 2020: A Arte de Morrer Longe; Regie: Júlio Alves (Literaturvorlage)
- 2021: Uma Vida Toda Empatada (Fernsehfilm); Regie: Tiago P. de Carvalho (Literaturvorlage)
- 2022: Contado por Mulheres (Fernsehserie, Folge: Quando o Diabo Reza, Literaturvorlage)

## Auszeichnungen (Auswahl)
Neben einer Reihe Literaturpreise für einzelne seiner Werke erhielt Mário de Carvalho auch persönliche Auszeichnungen:
- 2009: Prémio Vergílio Ferreira der Universität Évora für sein bisheriges Gesamtwerk[5]
- 2014: Orden des heiligen Jakob vom Schwert im Großoffiziersrang, am 9. Juni 2014 verliehen
- 2021: Orden des Infanten Dom Henrique, Großkreuz am 22. November 2021 verliehen[6]